# كأس السوبر الأرجنتيني 2017
كأس السوبر الأرجنتيني 2017 (بالإسبانية: Supercopa Argentina 2017) هو الموسم 6 من كأس السوبر الأرجنتيني. أشرف على تنظيمه اتحاد الأرجنتين لكرة القدم، وكان عدد الأندية المشاركة فيه 2، وفاز فيه نادي أتلتيكو ريفر بليت.

## نتائج الموسم
| المركز | فريق      | لعب | ف | ت | خ | له | عليه | ف.أ | نقاط | ملاحظة |
| ------ | --------- | --- | - | - | - | -- | ---- | --- | ---- | ------ |
|        | ريفر بليت |     |   |   |   |    |      |     |      |        |